# Операція «Таксабл»
Операція «Таксабл» (англ. Operation Taxable) — кодова назва спеціальної дезінформаційної операції, проведеної союзниками під час вторгнення в Нормандію. Водночас з операцією «Гліммер» мала за мету відволікти увагу командування Вермахту стосовно дійсного напрямку зосередження основних сил під час вторгнення союзних військ в Нормандію.
Головні завдання операції покладалися на спеціальні підрозділи Королівських ВПС та ВМС, які імітували висадку морського десанту на узбережжя Франції в районі Па-де-Кале.